# Stentjärnen (Idre socken, Dalarna, 686135-132701)
Stentjärnen är en sjö i Älvdalens kommun i Dalarna och ingår i Dalälvens huvudavrinningsområde.